# Mesoplasma syrphidae
Mesoplasma syrphidae è una specie di batterio appartenente alla famiglia delle Entomoplasmataceae.